# Devon Alexander
Devon Alexander est un boxeur américain né le 10 février 1987 à Saint-Louis, Missouri.

## Carrière
Après une carrière amateur riche de 300 victoires contre seulement 10 défaites, il participe aux Jeux olympiques d'Athènes en 2004 et passe professionnel la même année. Le 1er août 2009, il devient champion du monde des poids super-légers WBC en battant aux points Junior Witter puis réunifie les ceintures WBC et IBF en stoppant au 8e round Juan Urango le 6 mars 2010. Alexander conserve ses titres le 7 août en battant aux points l'ancien champion WBA de la catégorie, l'ukrainien Andriy Kotelnik.
Le 29 janvier 2011, à l'occasion d'un combat de réunification des ceintures WBC et WBO (le titre IBF ayant été déclaré vacant peu avant par cette fédération), il s'incline aux points à l'unanimité des 3 juges après que le combat a été stoppé au 10e round à la suite d'un choc de têtes contre Timothy Bradley.
Devon relance sa carrière le 25 juin 2011 en battant aux points par décision partagée l'argentin Lucas Matthysse, non s'en avoir été compté par l'arbitre au 4e round à la suite d'une droite plongeante au menton, puis en s'imposant face à Marcos Rene Maidana le 25 février 2012. Il devient ensuite champion du monde des poids welters IBF le 20 octobre 2012 en dominant aux points son compatriote Randall Bailey, titre qu'il perd lors de sa seconde défense face à Shawn Porter le 7 décembre 2013.